# Andrew B. Moore
Andrew Barry Moore (Spartanburg, 7 marzo 1807 – Marion, 5 aprile 1873) è stato un politico statunitense, fu il 16º governatore dello Stato dell'Alabama dal 1857 al 1861 e ricoprì la carica durante lo scoppio della guerra civile americana.

## Biografia

### Primi anni di vita
Moore nacque nel distretto di Spartanburg, Carolina del Sud, da Jane e Charles Moore, un coltivatore di cotone e veterano della Rivoluzione Americana e della Guerra del 1812. Suo padre acquistò terreni nella contea di Perry, Alabama, nel 1820, e la famiglia vi si trasferì, anche se il giovane Moore rimase a scuola in Carolina del Sud prima di raggiungere la famiglia nel 1826.

### Vita privata
Nel 1832 sposò Mary Goree, figlia di un piantatore locale. La coppia visse a Marion, Alabama.
Morì nel 1873.

## Carriera
Dopo aver insegnato per due anni a Marion, nella contea di Perry, Moore studiò legge e fu ammesso all’albo degli avvocati nel 1833. Servì per otto anni come giudice di pace nella contea di Perry.
Nel 1839 fu eletto alla Camera dei Rappresentanti dell'Alabama come democratico, rieletto nel 1842, e servì per quattro mandati consecutivi. Fu eletto presidente della Camera nel 1843, 1844 e 1845. In quegli anni collaborò strettamente con il governatore Benjamin Fitzpatrick alla liquidazione della Banca di Stato. Moore sostenne il trasferimento della capitale dello stato a Montgomery e pronunciò l’ultimo discorso nella vecchia aula della Camera dei Rappresentanti a Tuscaloosa.
Riprese la professione legale nel 1846. Fu grande elettore per il candidato democratico Lewis Cass nelle elezioni presidenziali del 1848. Nel 1851 fu nominato dal governatore Henry W. Collier per colmare una vacanza nella corte del circuito e mantenne la carica fino al 1857, quando accettò la candidatura democratica a governatore, venendo eletto senza opposizione.
Durante il suo primo mandato, Moore si concentrò sull’istruzione e sulle opere pubbliche. Fu completata la costruzione dell'Ospedale Psichiatrico dell'Alabama a Tuscaloosa, con il dottor Peter Bryce nominato primo direttore. Fu fondato l'Istituto per i Sordi e Ciechi a Talladega, e il Collegio di Medicina (ramo dell’Università dell’Alabama) fu istituito a Mobile. Moore sostenne gli aiuti statali, supportati da concessioni di terre federali, per promuovere la costruzione di ferrovie. Favorì in particolare gli sforzi della Alabama and Alabama River Railroad per collegare le aree settentrionali e meridionali dello stato.

### Secessione
All’epoca considerato un moderato in tema di schiavitù, Moore sconfisse l’estremista William F. Samford nelle elezioni governative del 1859. Tuttavia, dopo il raid di John Brown sull’arsenale federale di Harper’s Ferry, Virginia (ottobre 1859), Moore si mostrò più preoccupato per la difesa della schiavitù, pur continuando a raccomandare prudenza.
Nel febbraio 1860, la legislatura statale approvò una legge per l’organizzazione militare statale. La legge istituì una Commissione Militare composta dal governatore, da un aiutante e ispettore generale, un quartiere mastro generale e un esercito statale di ottomila volontari. Approvò anche una risoluzione che obbligava il governatore, in caso di elezione di un “repubblicano nero” alla presidenza, a indire l’elezione di delegati per una convenzione statale "per considerare, determinare e fare tutto il necessario per proteggere gli interessi dello stato." Il 24 dicembre 1860, Moore emise gli atti elettorali che portarono alla Convenzione di Secessione del 1861.
Tra l’elezione di Abraham Lincoln (novembre 1860) e la riunione della Convenzione dell'Alabama (7 gennaio 1861), Moore prese misure decisive per salvaguardare la situazione finanziaria e la capacità difensiva dello stato. Incoraggiò le banche a sospendere i pagamenti in metallo prezioso e a scambiare grandi capitali con obbligazioni statali. Ordinò alla milizia statale di sequestrare l’arsenale dell’esercito USA a Mt. Vernon e i Forti Morgan e Gaines nella baia di Mobile. Inviò oltre cinquecento truppe per aiutare il governatore della Florida Madison S. Perry a catturare i forti federali a Pensacola.
Quando nel febbraio 1861 fu organizzato il governo degli Stati Confederati d'America a Montgomery, Moore usò la sua influenza per sostenere l’elezione del conservatore Jefferson Davis a scapito del più radicale William Lowndes Yancey.
Dopo aver lasciato la carica, fu nominato aiutante speciale dal governatore John Gill Shorter e lavorò per coordinare l’approvvigionamento e il trasporto di rifornimenti al generale Albert Sidney Johnston nel nord dell’Alabama.
Dopo la resa di Robert E. Lee ad Appomattox, Moore fu arrestato dalle truppe federali e imprigionato a Fort Pulaski, Savannah (Georgia), insieme ad altri leader confederati. Fu rilasciato nell’agosto 1865 e tornò a Marion, Alabama, dove riprese l’attività legale.